# Арпсгофен
Арпсгофен — баронский род.

## Происхождение и история рода
Родоначальником этой фамилии был купец 1-й гильдии города Нарвы Карл-Георг Арпс, который был возведён императором Леопольдом II (28 (17) июля 1791) в баронское Римской империи достоинство, с именем «Арпс-Гофена» (Arps-Hofen). Именным же Его Величества Государя Императора Павла I указом Всемилостивейше пожалован надворным, и потом коллежским советником; а (08 мая 1800) Его Императорское Величество повелеть соизволил: герб барона Арпсгофена внести в Гербовник во 2-е отделение, яко облеченного императорской милостью в достоинство дворянское Российской империи.
Сыновья его:
- барон Карл Карлович (Karl Gottfried) — полковник Лейб-гвардии Семеновского полка, помещик в Вайваре (Эстляндия).
- барон Егор Карлович (Georg) — генерал-майор, командир Лейб-гвардии Гусарского полка, женат на Александре Петровне, (ур. Демидовой).
- барон Андрей Карлович (Gerhard Heinrich), женат на Ольге Варнек.
  - барон Карл-Владимир Генрихович Арпсгофен (Karl Woldemar) — генерал-лейтенант

## Описание герба
Щит разделен голубой полосой на два поля, диагонально, от правого верхнего угла к нижнему левому. Правое поле серебряное: в нём на зелёной траве хлебный колос и по бокам оного две красные розы на стеблях. Левое поле золотое: в нём орёл, с красной дворянской короной на голове.
На гербе баронская корона: на ней два шлема с дворянскими коронами. На правом шлеме орёл с красной дворянской короной на голове, а на левом шлеме два хлебных колоса, между коими красная роза на стебле. Намёт справа чёрный, подложенный золотом; слева голубой, подложенный серебром. Щитодержатели: два льва. Герб Арпсгофена, барона Римской империи внесен в Часть 5 Общего гербовника дворянских родов Всероссийской империи, стр. 144.